# Station Przylep
Station Przylep is een spoorwegstation in de Poolse plaats Przylep.